# Eogeinitzinidae
Eogeinitzinidae es una familia de foraminíferos bentónicos cuyo género hubiese sido incluido tradicionalmente en la Familia Geinitzinidae, de la Superfamilia Geinitzinoidea, del Suborden Fusulinina y del Orden Fusulinida. Su rango cronoestratigráfico abarca el Givetiense (Devónico superior).

## Discusión
Clasificaciones más recientes hubiesen incluido Eogeinitzinidae en la Superfamilia Eonodosarioidea, del Suborden Earlandiina, del Orden Earlandiida, de la Subclase Afusulinana y de la Clase Fusulinata. Ha sido considerado un sinónimo posterior de la Familia Eonodosariidae.

## Clasificación
Eogeinitzinidae incluía al siguiente género:
- Eogeinitzina  †